# Nicolas-Adolphe Weber
Nicolas-Adolphe Weber, né le 4 mars 1842 à Boulay-Moselle et mort le 10 octobre 1907 à Saint-Mandé, est un peintre français.

## Biographie

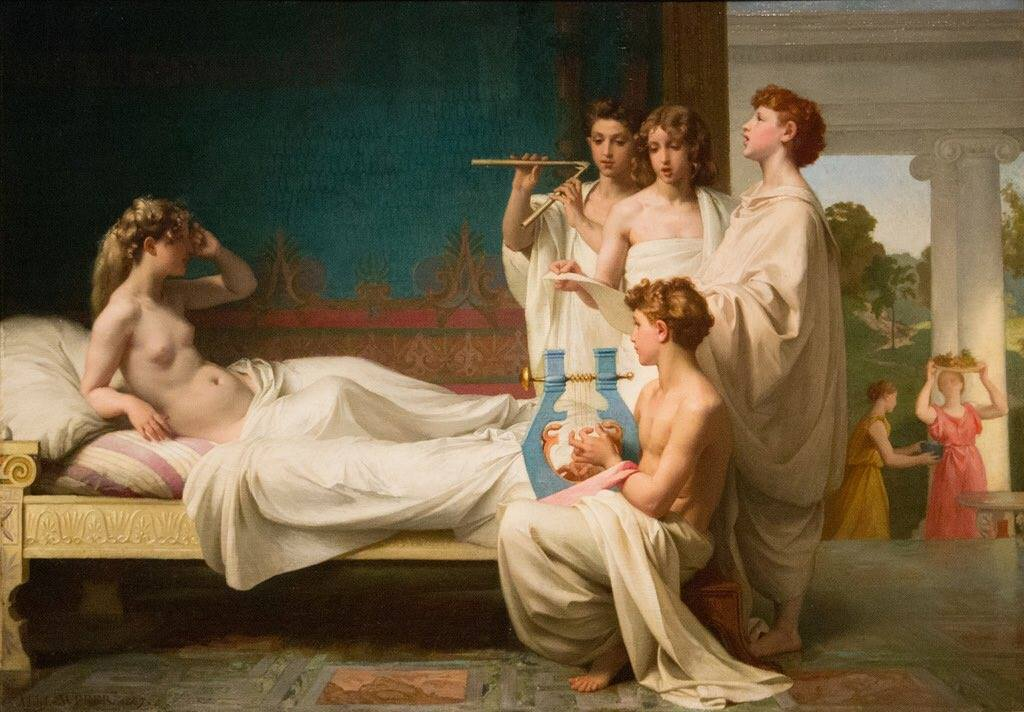
Nicolas-Adolphe Weber, L’éveil de Psyché.

Nicolas-Adolphe Weber est le fils de Paul Weber, éguiseur, et de Marie Thérèse Arnould.
À l'âge de 13 ans, il copie finement La Transfiguration de Raphaël puis étudie à l'École municipale de dessin de la ville de Metz de 1855 à 1860.
Arrivé à Paris, il est l'élève de Léon Cogniet et d'Alexandre Cabanel, il expose au Salon de 1865 à 1895. C'est dans l'atelier de Léon Cogniet qu'il se lie d'amitié avec le peintre Lucien Mouillard avec qui il partagera le même galeriste pendant plusieurs années, Adolphe Legoupy.
En 1867, il concourt pour le prix de Rome en proposant sa version du Meurtre de Laïus par Œdipe et obtient au Salon une médaille d'or avec L’éveil de Psyché. L'État achète ce dernier tableau ainsi que Vénus portée par Zéphir avant l'arrivée à l'île de Chypre.
Adolphe Weber est appelé par Laurent Charles Maréchal pour réaliser la décoration de nombreuses édifices dont les cathédrales de Besançon, Senlis, Chambéry…
Il devient professeur diplômé des écoles de Paris puis est nommé officier de l'instruction publique.
Il meurt célibataire à l'âge de 65 ans à Saint-Mandé.

## Œuvres

### Dessins
- Silène portant Dionysos enfant, 1851, Metz, musée de la Cour d'Or[9].
- Fifferari, Musiciens Italiens, 1857, Metz, musée de la Cour d'Or.
- Le meurtre de Laïus par Œdipe, 1867, Paris, Beaux-Arts de Paris[10].

### Peintures
- Le réveil de Psyché, 1867, Orléans, musée des Beaux-Arts.
- Vénus portée par Zéphyr arrive à l'île de Chypre, 1868, Pau, musée des Beaux-Arts.
- Écho et Narcisse, 1869, Metz, musée de la Cour d'Or.